# Diócesis de Oyo
La diócesis de Oyo (en latín: Dioecesis Oyoensis y en inglés: Roman Catholic Diocese of Oyo) es una circunscripción eclesiástica de la Iglesia católica en Nigeria. Se trata de una diócesis latina, sufragánea de la arquidiócesis de Ibadán. Desde el 4 de noviembre de 2009 su obispo es Emmanuel Adetoyese Badejo.

## Territorio y organización
La diócesis tiene 18 000 km² y extiende su jurisdicción sobre los fieles católicos de rito latino residentes en 3 áreas de gobierno local del estado de Oyo: Oyo, Ogbomosho y Oke Ogun. Está habitada por el pueblo yoruba.
La sede de la diócesis se encuentra en la ciudad de Oyo, en donde se halla la Catedral de Nuestra Señora de la Asunción.
En 2021 en la diócesis existían 36 parroquias.

## Historia
La prefectura apostólica de Oyo fue erigida el 3 de marzo de 1949 con la bula Quo validius del papa Pío XII, obteniendo el territorio del vicariato apostólico de Lagos (hoy arquidiócesis de Lagos).
El 18 de enero de 1963 la prefectura apostólica fue elevada a diócesis con la bula Sacrum Consilium del papa Juan XXIII. Originalmente era sufragánea de la arquidiócesis de Lagos.
El 26 de marzo de 1994 pasó a formar parte de la provincia eclesiástica de la arquidiócesis de Ibadán.
El 3 de marzo de 1995 la diócesis cedió una parte de su territorio para la erección de la diócesis de Osogbo mediante la bula Ad aptius provehendum del papa Juan Pablo II.

## Estadísticas
Según el Anuario Pontificio 2022 la diócesis tenía a fines de 2021 un total de 40 945 fieles bautizados.
| Año                                                                             | Población            | Población | Población      | Sacerdotes | Sacerdotes    | Sacerdotes    | Bautizados por sacerdote | Diáconos permanentes | Religiosos | Religiosos | Parroquias |
| Año                                                                             | Bautizados católicos | Total     | % de católicos | Total      | Clero secular | Clero regular | Bautizados por sacerdote | Diáconos permanentes | Varones    | Mujeres    | Parroquias |
| ------------------------------------------------------------------------------- | -------------------- | --------- | -------------- | ---------- | ------------- | ------------- | ------------------------ | -------------------- | ---------- | ---------- | ---------- |
| 1950                                                                            | 14 105               | 1 016 045 | 1.4            | 15         |               | 15            | 940                      |                      |            |            | 5          |
| 1970                                                                            | 40 708               | 1 755 000 | 2.3            | 31         | 4             | 27            | 1313                     |                      | 30         | 25         | 11         |
| 1980                                                                            | 55 799               | 3 121 000 | 1.8            | 27         | 9             | 18            | 2066                     |                      | 20         | 23         | 12         |
| 1988                                                                            | 66 000               | 6 290 000 | 1.0            | 33         | 17            | 16            | 2000                     |                      | 19         | 39         | 32         |
| 1999                                                                            | 30 000               | 2 040 000 | 1.5            | 20         | 13            | 7             | 1500                     |                      | 7          | 36         | 18         |
| 2000                                                                            | 31 000               | 2 031 500 | 1.5            | 21         | 17            | 4             | 1476                     |                      | 4          | 32         | 16         |
| 2001                                                                            | 30 000               | 2 030 000 | 1.5            | 20         | 18            | 2             | 1500                     |                      | 2          | 33         | 22         |
| 2002                                                                            | 30 200               | 2 031 600 | 1.5            | 20         | 18            | 2             | 1510                     |                      | 2          | 34         | 22         |
| 2003                                                                            | 30 200               | 2 031 600 | 1.5            | 21         | 20            | 1             | 1438                     |                      | 1          | 34         | 23         |
| 2004                                                                            | 30 200               | 2 031 660 | 1.5            | 24         | 22            | 2             | 1258                     |                      | 2          | 41         | 26         |
| 2013                                                                            | 62 300               | 2 602 000 | 2.4            | 46         | 44            | 2             | 1354                     |                      | 2          | 44         | 31         |
| 2016                                                                            | 38 248               | 2 220 859 | 1.7            | 55         | 53            | 2             | 695                      |                      | 3          | 48         | 29         |
| 2019                                                                            | 41 300               | 2 408 600 | 1.7            | 53         | 51            | 2             | 779                      |                      | 2          | 58         | 32         |
| 2021                                                                            | 40 945               | 2 551 580 | 1.6            | 61         | 57            | 4             | 671                      |                      | 4          | 54         | 36         |
| Fuente: Catholic-Hierarchy, que a su vez toma los datos del Anuario Pontificio. |                      |           |                |            |               |               |                          |                      |            |            |            |

## Episcopologio
- Owen McCoy, M.Afr. † (1 de abril de 1949-13 de abril de 1973 renunció)
- Julius Babatunde Adelakun (13 de abril de 1973-4 de noviembre de 2009 retirado)
- Emmanuel Adetoyese Badejo, por sucesión el 4 de noviembre de 2009